# Массімо Гоббі
Массімо Гоббі (італ. Massimo Gobbi, нар. 31 жовтня 1980, Мілан) — італійський футболіст, що грав на позиції захисника, зокрема, за «Фіорентину», «Парму», а також національну збірну Італії.

## Клубна кар'єра
Народився 31 жовтня 1980 року в місті Мілан. Вихованець футбольної школи місцевого «Мілана».
У дорослому футболі дебютував 1998 року виступами за команду «Про Сесто», в якій протягом сезону взяв участь у 6 матчах четвертого італійського дивізіону. 
1999 року став гравцем друголігового «Тревізо», до основної команди якого не пробився. Натомість протягом 2001–2003 років грав на умовах оренди за «Джульяно» і «АльбіноЛеффе», команди відповідно четвертої і третьої ліги італійської першості.
Повернувшись до «Тревізо», протягом сезону 2003/04 вже був стабільним гравцем основного складу, після чого отримав запрошення до вищолігового «Кальярі».
Приєднавшись до «Кальярі» влітку 2004 року, наступні 15 сезонів виступав на рівні Серії A, де також захищав кольори «Фіорентини», «Парми» і «К'єво».
Завершив ігрову кар'єру вистпами за «Парму» в сезоні 2018/19.

## Виступи за збірну
У серпни 2006 року провів свою єдину офіційну гру у складі національної збірної Італії.
| Дата      | Місто   | Господарі | Результат | Гості    | Турнір           | Голи | Примітки |
| --------- | ------- | --------- | --------- | -------- | ---------------- | ---- | -------- |
| 16-8-2006 | Ліворно | Італія    | 0 – 2     | Хорватія | товариський матч | -    | 75'      |
| Усього    |         | Матчів    | 1         |          | Голів            | 0    |          |